# آنگوس (فیلم)
آنگوس (انگلیسی: Angus) فیلمی در ژانر کمدی-درام به کارگردانی پاتریک رید جانسون است که در سال ۱۹۹۵ منتشر شد.

## خلاصه داستان
داستان دربارهٔ یک پسر چاق و خجالتی بنام آنگوس است که با مادر و پدر بزرگ عجیب و غریبش زندگی می‌کند. او دختر معروف مدرسه، ملیسا را دوست دارد، اما پسر دیگری بنام ریک برای به دست آوردن ملیسا رقیب آنگوس است؛ بنابراین آنگوس با کمک گرفتن از دوستش تروی و یکی از معلمانش، سعی دارد در این رقابت پیروز شود…

## بازیگران
- جرج سی. اسکات
- کتی بیتس
- کریس اوون
- آریانا ریچاردز
- جیمز ون در بیک
- ریتا مورنو
- کوین کانلی
- وسلی مان